# Encyclia marxiana
Encyclia marxiana är en orkidéart som beskrevs av Marcos Antonio Campacci. Encyclia marxiana ingår i släktet Encyclia och familjen orkidéer. Inga underarter finns listade i Catalogue of Life.